# Chazelles-sur-Lavieu
Chazelles-sur-Lavieu ist eine französische Gemeinde mit 255 Einwohnern (Stand: 1. Januar 2022) im Département Loire in der Region Auvergne-Rhône-Alpes. Sie gehört zum Arrondissement Montbrison und zum Gemeindeverband Loire Forez Agglomération. Die Bewohner werden Chazellards und Chazellardes genannt.

## Geografie
Chazelles-sur-Lavieu liegt etwa 32 Kilometer westnordwestlich von Saint-Étienne im Forez. Umgeben wird Chazelles-sur-Lavieu von den Nachbargemeinden Verrières-en-Forez im Norden, Lézigneux im Nordosten, Lavieu im Osten, Margerie-Chantagret im Südosten, Saint-Jean-Soleymieux im Süden sowie Gumières im Süden und Westen.

## Bevölkerungsentwicklung
| Jahr                       | 1962 | 1968 | 1975 | 1982 | 1990 | 1999 | 2006 | 2017 |
| -------------------------- | ---- | ---- | ---- | ---- | ---- | ---- | ---- | ---- |
| Einwohner                  | 307  | 259  | 221  | 174  | 156  | 177  | 228  | 272  |
| Quellen: Cassini und INSEE |      |      |      |      |      |      |      |      |

## Sehenswürdigkeiten
- Kirche Saint-Michel aus dem 15. Jahrhundert, ihre Glocke ist seit 1926 als Monument historique eingeschrieben
- Kreuz vor der Kirche aus dem 16. Jahrhundert, seit 1926 als Monument historique eingeschrieben
- Früherer Konvent der Josefschwestern von Cluny, heute: ethnologische Sammlung